# 鳥取市国府町中学校組合立邑法第一中学校
鳥取市国府町中学校組合立邑法第一中学校（とっとりしこくふちょうちゅうがっこうくみあいりつ おうほうだいいちちゅうがっこう）は、かつて鳥取県鳥取市岩倉（当時）にあった公立中学校である。略称は邑法一中。

## 概要
1947年（昭和22年）に宇倍野中学校などが設立されたが、その2年後に岩美郡のうち歴史的に関係が深い邑法地区七ヶ村（旧邑美郡・法美郡の宇倍野村・面影村・津ノ井村・米里村・倉田村・成器村・大茅村）が結集して邑法第一・第二・第三の各中学校が設立された。
邑法第一中学校は当時の物資不足や世相不安の中、歩兵第40連隊兵舎建物の一部が払い下げられて設立された。所在地は当時の宇倍野村との境界付近の鳥取市内であったが学区は宇倍野村・面影村・津ノ井村・米里村としていた。その後の合併により最終的には鳥取市と国府町（現・鳥取市）の組合立となっていた。このため1974年（昭和49年）頃から分離問題が起きていた。
1980年（昭和55年）に鳥取市側は鳥取市立桜ヶ丘中学校を設立、国府町側は国府町立大成中学校と統合して国府町立国府中学校を設立したことで発展的に分離独立し、組合立を解消した。なおこの時の協定により旧邑法一中の備品は桜ヶ丘中学校が保管している。

## 沿革
- 1947年（昭和22年）4月1日 - 
  - 宇倍野村立宇倍野中学校を宇倍野村大字町屋の農業専修補修学校跡に設立。
  - 米里村外三ヵ村学校組合立邑法中学校（米里村・倉田村・津ノ井村・面影村の組合立）を米里村大字古郡家の米里青年学校跡に設立。
  - 学校組合立大成中学校（成器村・大茅村の組合立）を成器村大字中河原に設立。
- 1948年（昭和23年）5月6日 - 宇倍野村外三ヵ村学校組合立連合中学校（仮称）を旧歩兵第40連隊兵舎に設立。
- 1949年（昭和24年）4月7日 - 宇倍野村外六ヵ村学校組合立として以下の中学校が設立[1]。
  - 邑法第一中学校：宇倍野中学校と邑法中学校を統合（校区：宇倍野村・米里村・津ノ井村・面影村、所在地：歩兵第40連隊跡地）
  - 邑法第二中学校：邑法中学校から倉田校区が独立（校区：倉田村、所在地：倉田小学校隣接地、鳥取市合併後に倉田中学校となる）
  - 邑法第三中学校：大成中学校から改称（校区：成器村・大茅村、所在地：成器小学校隣接地、大成村発足後に再び大成中学校となる）
- 1953年（昭和28年）7月1日 - 面影村が鳥取市に編入され、鳥取市・米里村・津ノ井村・宇倍野村の組合立となる。
- 1955年（昭和30年）7月20日 - 米里村が鳥取市に編入され、鳥取市・津ノ井村・宇倍野村の組合立となる。
- 1957年（昭和32年）1月1日 - 宇倍野村が合併により国府町となり、鳥取市・津ノ井村・国府町の組合立となる。
- 1961年（昭和36年） - 木造校舎6教室竣工。
- 1962年（昭和37年） - 鉄筋校舎第一期工事9教室竣工。第二期工事9教室竣工。
- 1963年（昭和38年）4月22日 - 津ノ井村が鳥取市に編入され、鳥取市・国府町の組合立となる。
- 1964年（昭和39年） - 鉄筋校舎第三期工事5教室および管理室等竣工。
- 1970年（昭和45年） - 中庭庭園造成。
- 1980年（昭和55年）3月31日 - 鳥取市立桜ヶ丘中学校と国府町立国府中学校に分離独立し、閉校。

（参考文献：、）

## 校章
漢字の「中」を中心に、4つのペン先が放射状に描かれていた。この4つは設立当時の旧4ヶ村をあらわし、邑法一中が4ヶ村の中心となって理想郷を築く高き理想と誇りをあらわしたものであった。

## 通学区域
- 鳥取市：面影小学校区、津ノ井小学校区、米里小学校区
- 国府町：宮ノ下小学校区、谷小学校区

## 廃校後
跡地は廃校後の翌年に鳥取市立岩倉小学校となり校舎も引き継がれたが1998年（平成10年）に建て替えられた。校庭内には邑法第一中学校跡の碑が建てられている。